# Ramya Krishnan
Ramya Krishnan, née le 15 septembre 1970, est une actrice du cinéma indien. Elle a joué dans plus de 260 films dans les cinq langues, des cinémas télougou, tamoul, kannada, malayalam et hindi. Ramya a remporté quatre Filmfare Awards, trois Nandi Awards et un Tamil Nadu State Film Award (en). Elle est connue sous le nom de Ramya Krishna dans les industries cinématographiques télougou et kannada.
Elle est connue pour avoir joué le rôle de Neelambari dans Padayappa, qui lui a valu le Filmfare Award de la meilleure actrice en tamoul. Elle a également remporté le Filmfare Award de la meilleure actrice dans un second rôle en télougou (en), pour la comédie dramatique Konchem Istam Konchem Kastam (en) (2009).

## Jeunesse
Ramya est née à Madras, désormais Chennai. Elle est la nièce de l'acteur de cinéma tamoul et ancien membre de la Rajya Sabha Cho Ramaswamy (en). Elle reçoit une formation initiale en danses bharata natyam et Kuchipudi et donne de nombreuses représentations sur scène. 

## Carrière

### Débuts et premières luttes (1984-1989)
Ramya commence sa carrière d'actrice en 1984, à l'âge de 14 ans, dans le film tamoul Vellai Manasu, aux côtés de Y. G. Mahendran (en). En 1986, elle fait ses débuts en télougou avec Bhale Mithrulu. Les deux films passent inaperçus. Elle joue ensuite des rôles secondaires dans des films tamouls, notamment Padikkadavan (en) avec Rajinikanth et Per Sollum Pillai (en) avec Kamal Haasan, en tamoul. 

## Filmographie (partielle)
- 1993 : Khal Nayak
- 2001 : Nagaravadhu
- 2015 : La Légende de Baahubali - 1re partie
- 2017 : La Légende de Baahubali - 2e partie
- 2019 : Super Deluxe